# قلعة إيزدخواست
قلعة إيزدخواست هي قلعة تاريخية تعود إلى عصر ساسانيون، وتقع في إيزدخواست.

## معرض الصور

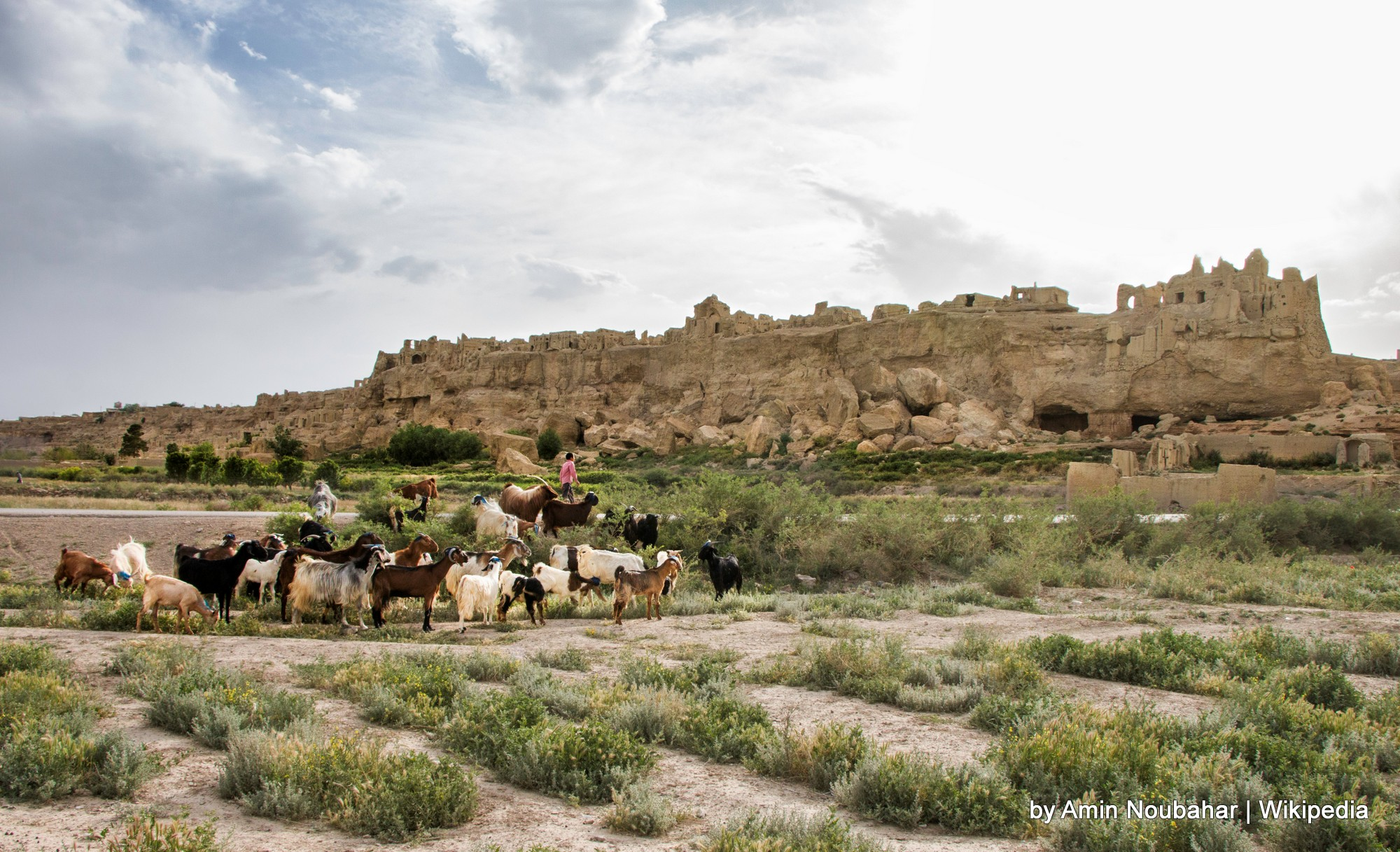
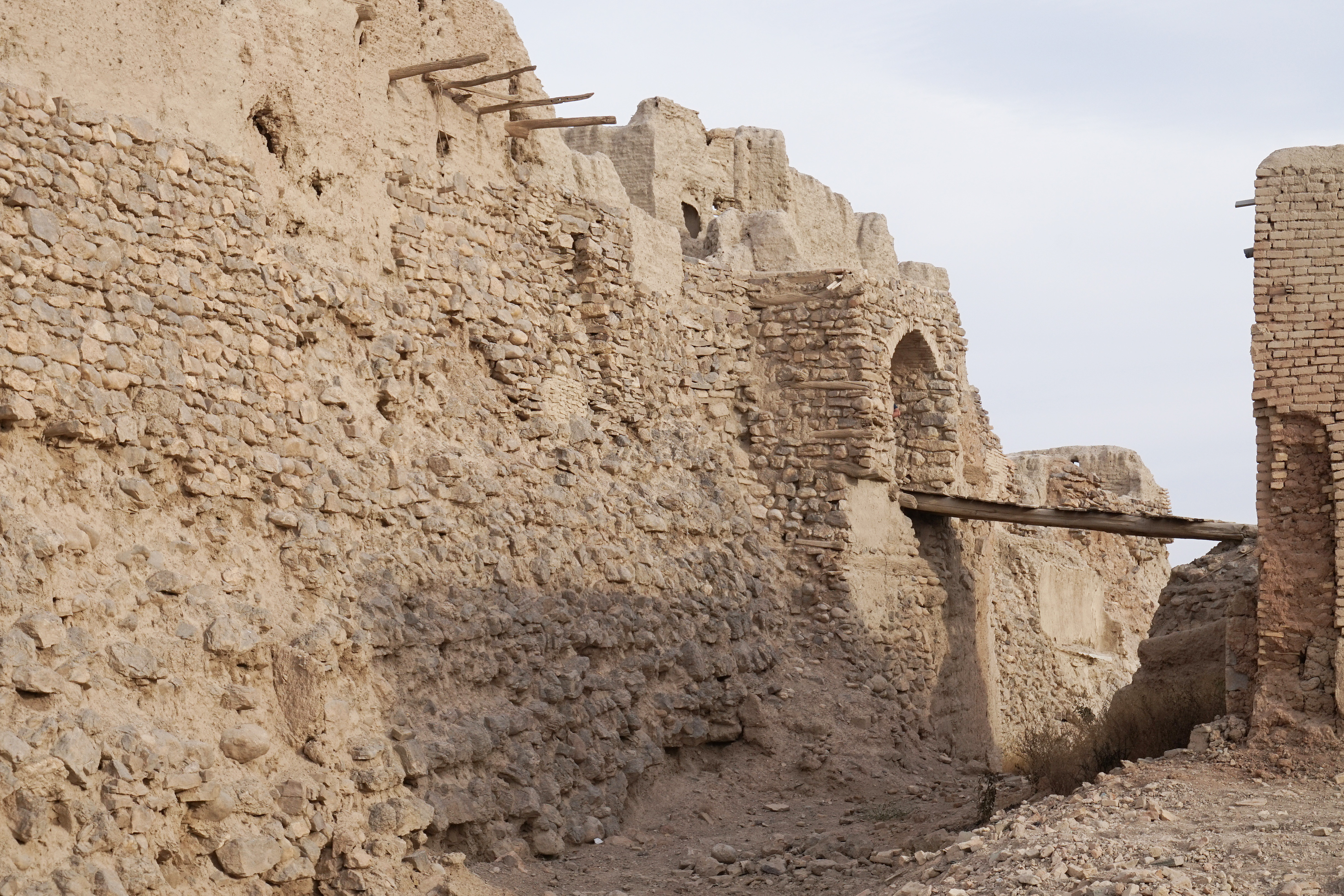
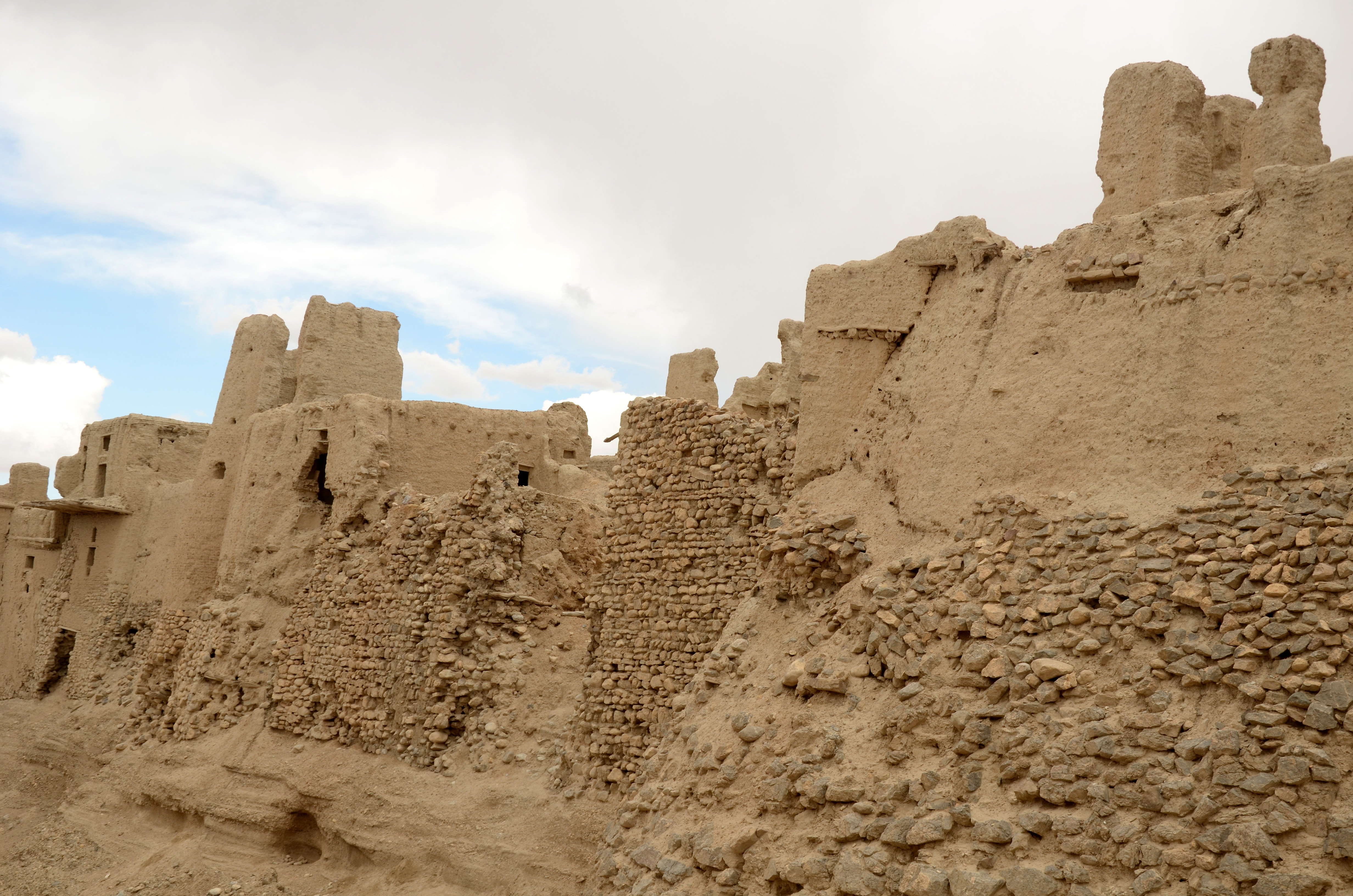
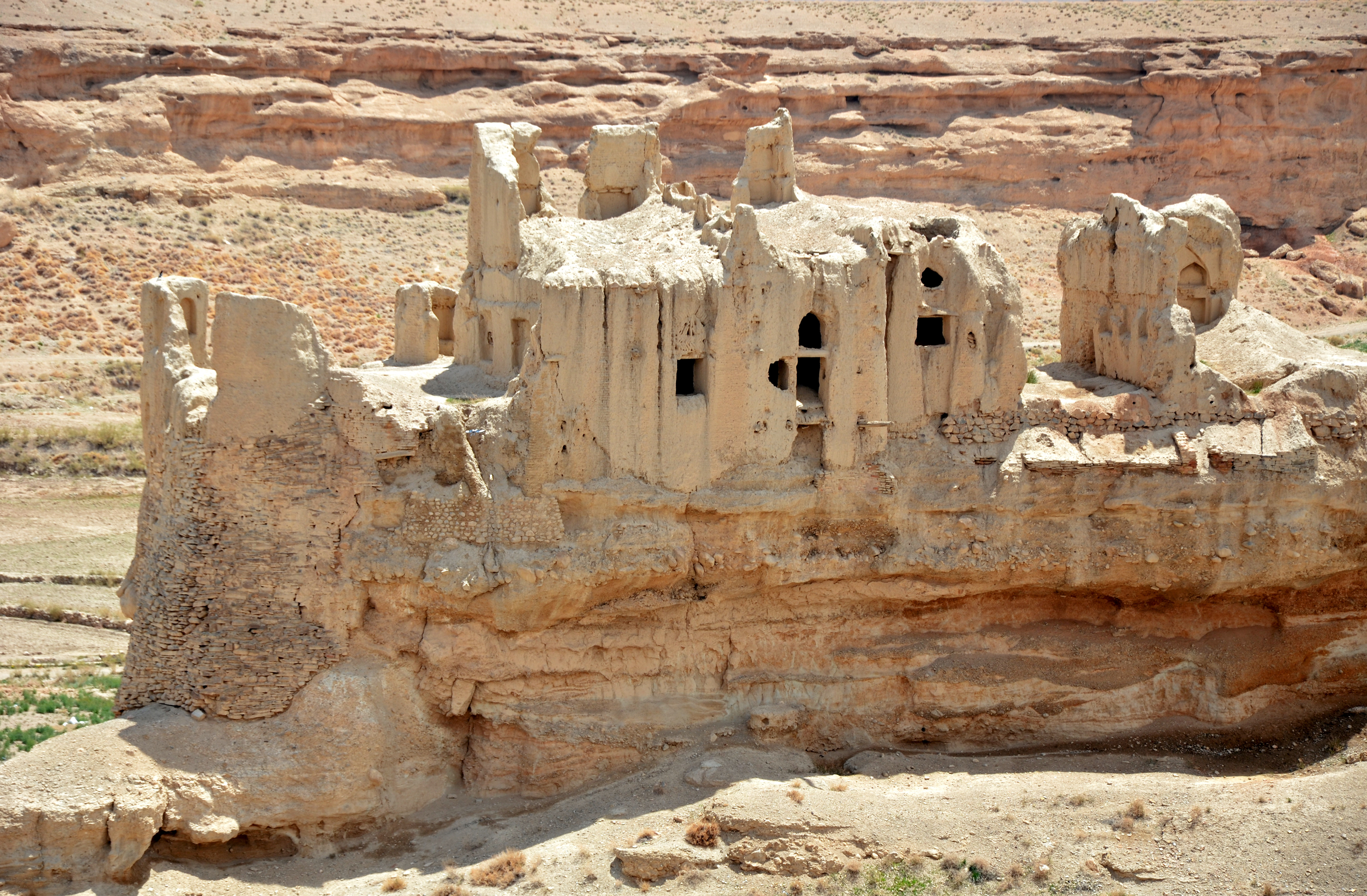
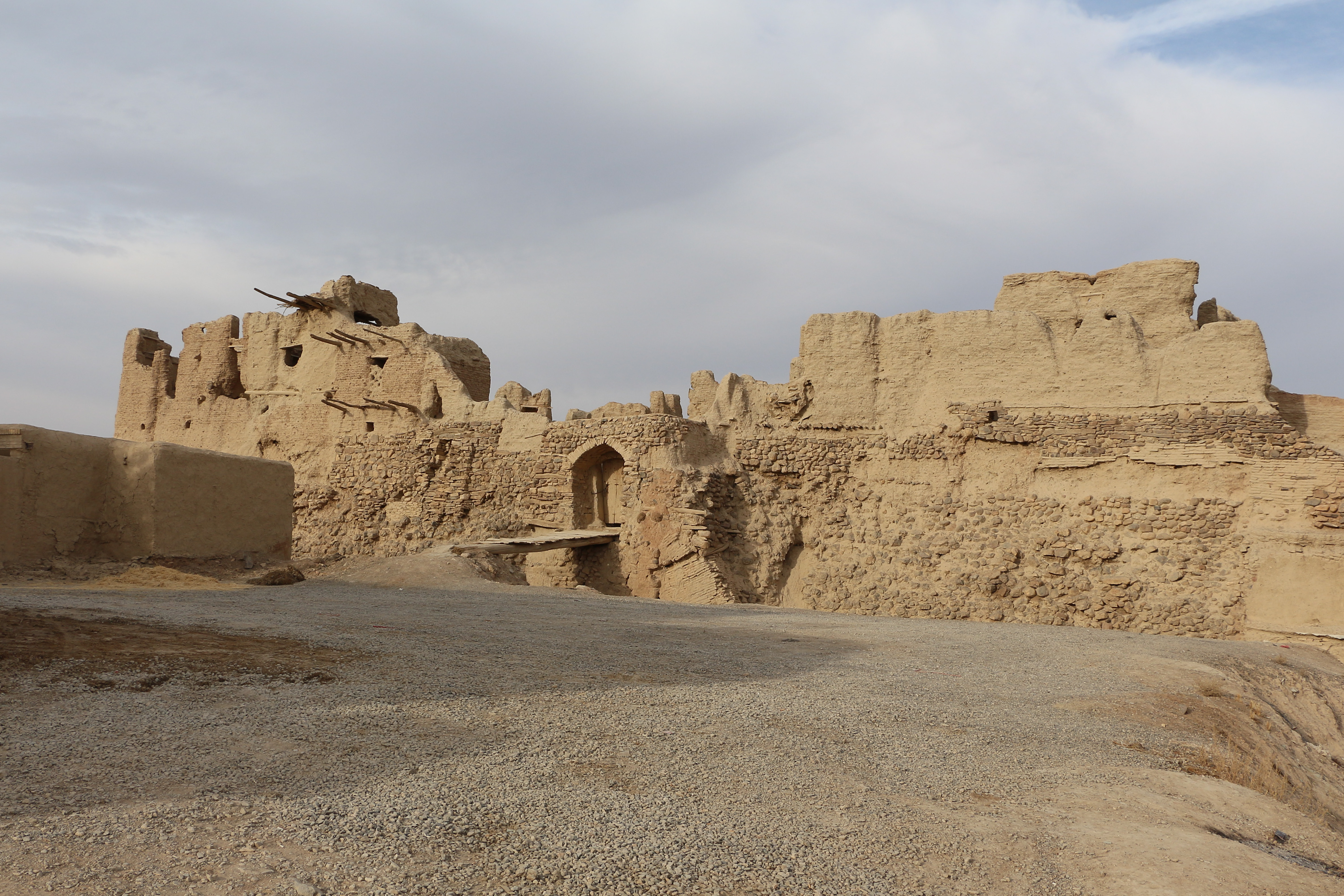
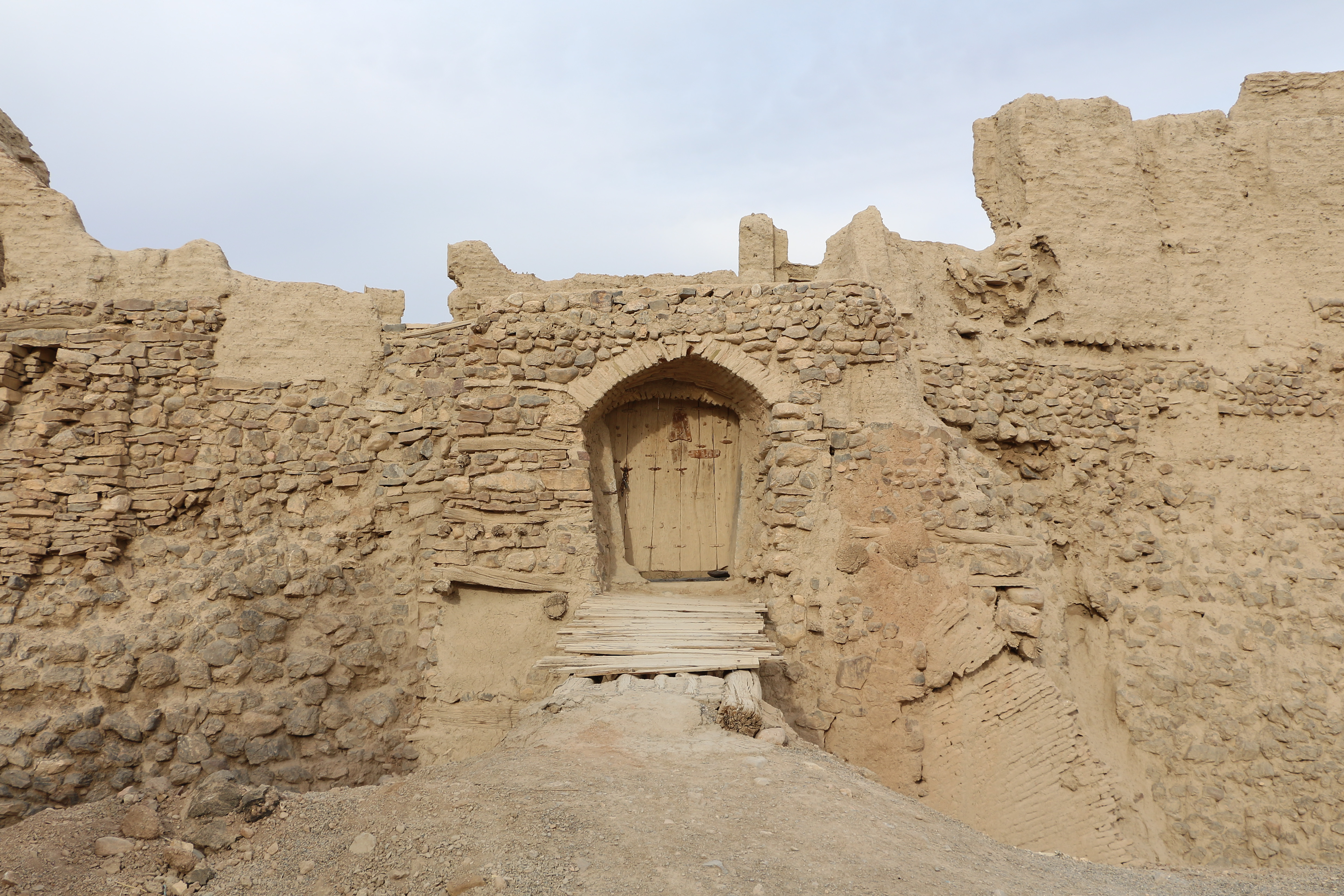
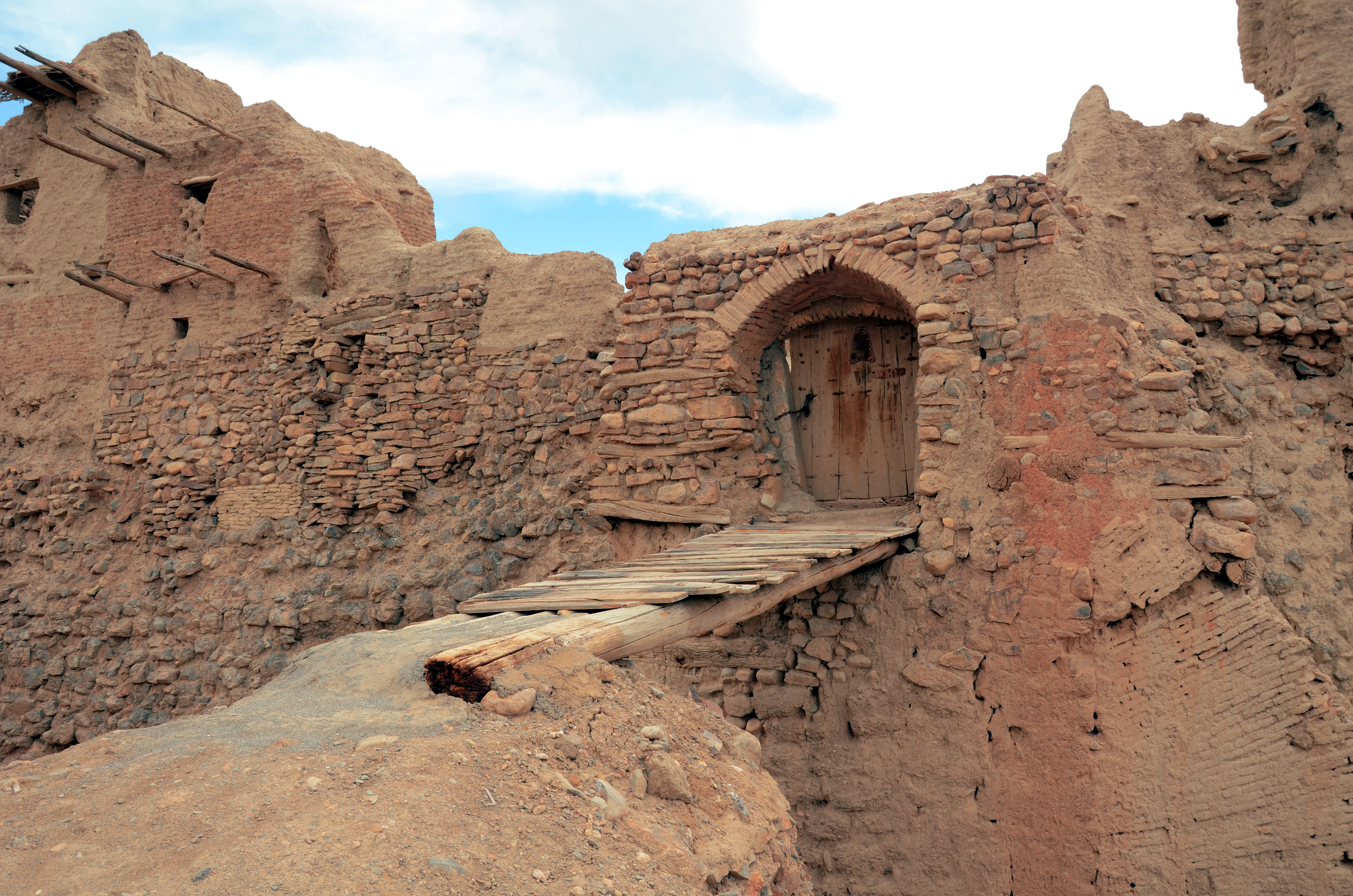
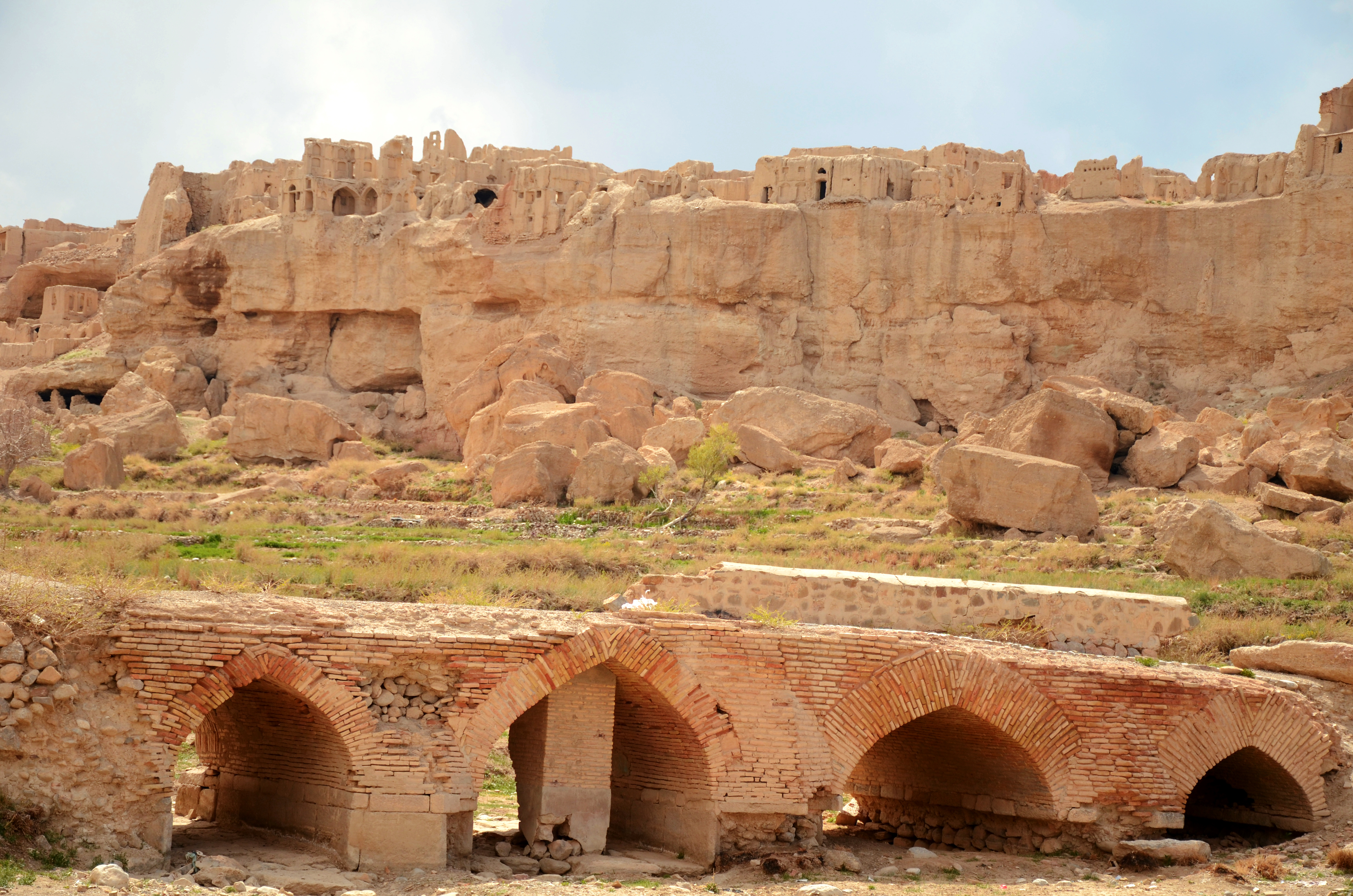